# Basílio (prefeito urbano)
Basílio foi um oficial romano do século IV, ativo durante o reinado conjunto dos imperadores Graciano (r. 367–383), Valentiniano II (r. 375–392) e Teodósio I (r. 378–395) e no reinado de Honório (r. 395–423).

## Vida
Basílio nasceu na Hispânia. Possivelmente era filho do procônsul Basílio. Aparece pela primeira vez entre 382-383, como atestado em algumas leis preservadas no Código de Teodósio, quando ocupou a posição de conde das sagradas liberalidades. Reaparece novamente em 395, quando ocupou o posto de prefeito urbano de Roma. Em 408, foi escolhido pelo senado para ir com João numa embaixada ao rei visigótico Alarico (r. 395–410). Basílio talvez pode ser associado ao indivíduo homônimo que foi citado na dedicatória do De Arte Donati de Sérvio.